# Prachuap Khiri Khan Province Stadium
Das Prachuap Khiri Khan Province Stadium (Thai สนามกีฬากลางจังหวัดประจวบคีรีขันธ์ หรือ สนามกีฬาสามอ่าว), auch bekannt als Sam Ao Stadium (Thai สามอ่าว สเตเดียม) ist ein Mehrzweckstadion in Prachuap in der Provinz Prachuap Khiri Khan, Thailand. Es wird derzeit hauptsächlich für Fußballspiele genutzt und ist das Heimstadion vom Erstligisten PT Prachuap FC. Das Stadion hat eine Kapazität von 5000 Personen. Der Eigentümer und Betreiber des Stadions ist die Prachuap Khiri Khan Provincial Administration Organization.
Das Stadion wurde nach der berühmten Meereslandschaft "Sam Ao" (Thai สามอ่าว) benannt. Bei der Meereslandschaft handelt es sich um die Prachuap-Bucht, der Manao-Bucht und der Noii-Bucht.

## Nutzer des Stadions
| Verein         | Zeitraum der Nutzung |
| -------------- | -------------------- |
| PT Prachuap FC | 2009 bis heute       |